# Teatro Olimpico (Sabbioneta)

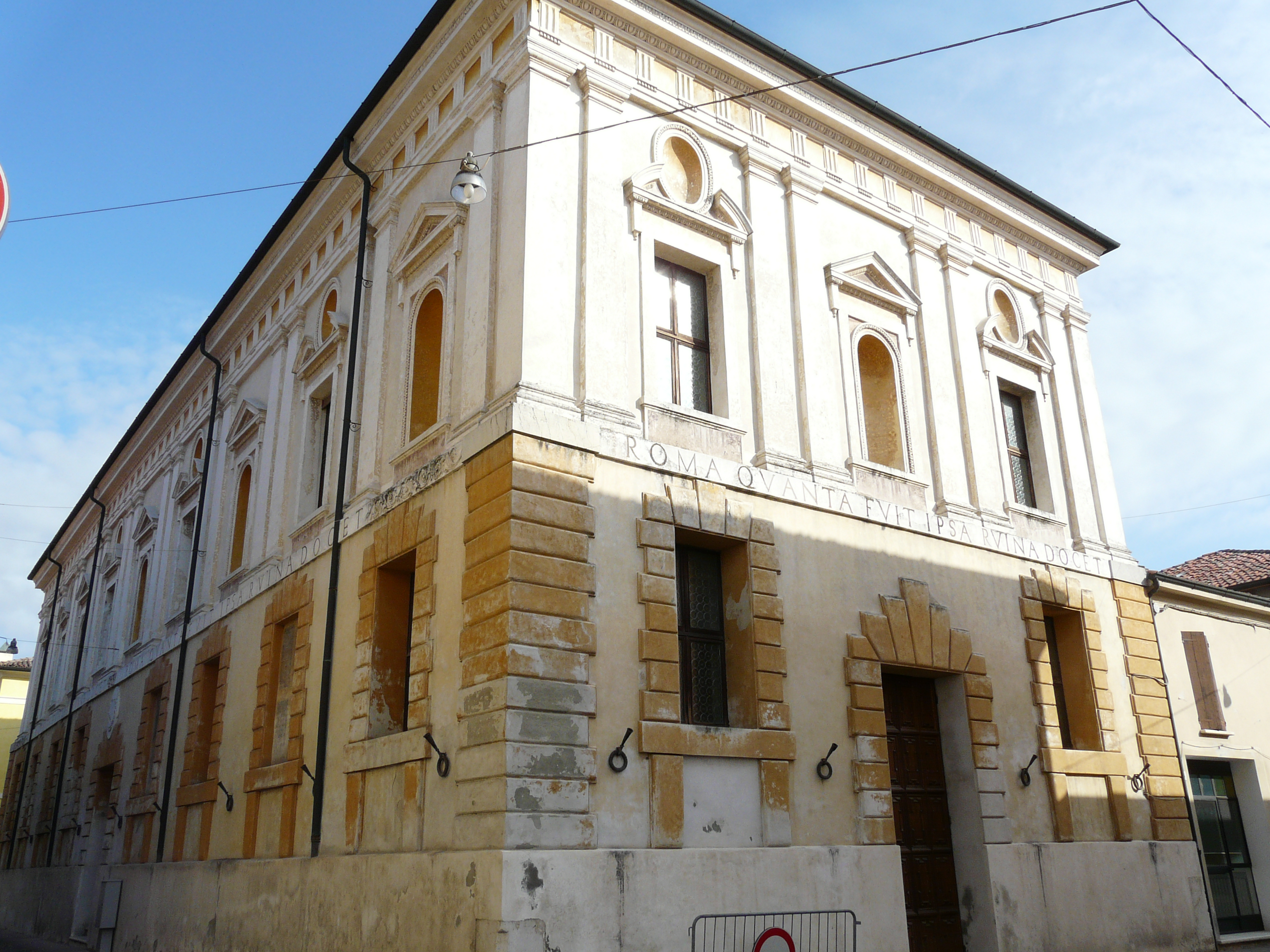
Die Rückseite des Gebäudes mit dem Eingang für die Schauspieler

Das Teatro Olimpico (Olympisches Theater), auch Teatro all’antica (Theater nach antiker Art) und Teatro Ducale (Fürstliches Theater) genannt, ist ein Theatergebäude in der lombardischen Stadt Sabbioneta. Es entstand im letzten Viertel des 16. Jahrhunderts in der Renaissance. Es ist das älteste noch vorhandene freistehende und nur für den Zweck des Theaters gebaute Gebäude Europas. Das etwas ältere gleichnamige Teatro Olimpico in Vicenza wurde in einen mittelalterlichen Bau eingefügt, das Teatro Olimpico in Sabbioneta hingegen eigens errichtet.

## Geschichte und Baugeschichte
Nach der Errichtung des Teatro Olimpico in Vicenza war es der ausdrückliche Wunsch des Herzogs Vespasiano Gonzaga, ein ähnliches Gebäude zu besitzen. Dieser beauftragte den zu dieser Zeit eigentlich in Venedig beschäftigten Vincenzo Scamozzi mit dem Bau. Scamozzi hatte als einer der ganz wenigen italienischen Architekten seiner Zeit Erfahrungen mit dem Theaterbau: Er hatte das von Andrea Palladio fast fertiggestellte Teatro Olimpico in Vicenza vollendet. Einige Planzeichnungen von Scamozzi haben sich erhalten; sie befinden sich heute in den Uffizien in Florenz. Das Theater wurde von 1588 bis Februar 1590 erbaut und sogleich zum Karneval eingeweiht. Lediglich im Jahr der Vollendung und noch 1591 kam es zu Aufführungen – eine durch Gonzaga beschäftigte theatralische Komikergruppe blieb bis zum Tode des Herzogs in der Stadt. Nach dessen Tod verfiel das Theater sogleich, ab dem 17. Jahrhundert diente es als Lazarett, Stall und wurde später zu einem Kino umgewandelt, das noch bis in die 1970er Jahre bestand. In den 1980er Jahren wurde der Bau restauriert und wird heute für Konzerte genutzt.

## Äußeres
Die Fassaden des Gebäudes sind zweistöckig aufgebaut. Im Untergeschoss werden die Fenster und Portale über dem hohen Sockelgemäuer von Kissenquaderung gerahmt, ebenso die Eckkanten des Gebäudes. Das Obergeschoss wird von Pilastern der toskanischen Ordnung gegliedert, wobei das Gebälk mit seinen Metopen und Triglyphen noch eine Entlehnung der der toskanischen Ordnung zugrunde liegenden dorischen Ordnung ist. Umlaufend im die Fassadenteile trennenden Gesims ist mehrfach der Sinnspruch „Roma quanta fuit ipsa ruina docet“ (= Selbst an den Ruinen erkennt man noch Roms Größe) eingefügt. Zwischen die Pilaster fügte Scamozzi abwechselnd Fenster und Nischen ein, auf den Kurzseiten zur Rückseite drei und zur Vorderseite vier, auf den Langseiten neun. Die halbrunden Nischen werden von einfachen Dreiecksgiebeln überfangen, die Fenster von gesprengten Segmentbogengiebeln. In die Sprengung sind hochovale, leere Medaillonflächen eingefügt. Die Fenstergiebel, Medaillons und der obere Teil des Gebälks werden von Kymatien nach ionischer Ordnung zusätzlich verziert.

## Inneres

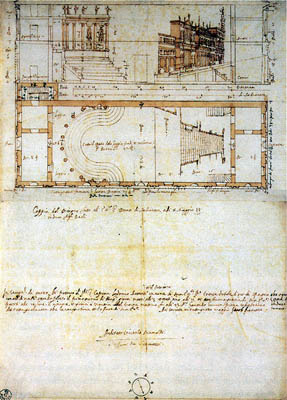
Ein Teil der Originalpläne von Scamozzi, heute in den Uffizien in Florenz

Der Fassadenaufbau an den Längsseiten gibt die Verhältnisse im Inneren des Gebäudes in den mittleren Fassadenachsen nicht wieder. Der eigentliche Theatersaal erstreckt sich ohne Zwischengeschoss vom Boden durchlaufend zur Decke. Lediglich im Eingangsbereich ist über dem Vestibül und über dem hinteren Teil der Bühne noch ein weiteres Geschoss eingezogen. Das vordere Obergeschoss ist über eine Treppe erreichbar, das Treppenhaus bildet den linken Teil der dreiachsigen Vorderfassade. Scamozzi orientierte sich zwar in einigen grundlegenden Punkten noch an Palladios Bau in Vicenza, ging aber schon deutlich eigene Wege. So ist der Grundriss des Teatro Olimpico in Vicenza fast quadratisch, das Theater in Sabbioneta hingegen ist von der Länge zur Breite etwa im Verhältnis 3:1 angelegt.

### Zuschauerraum

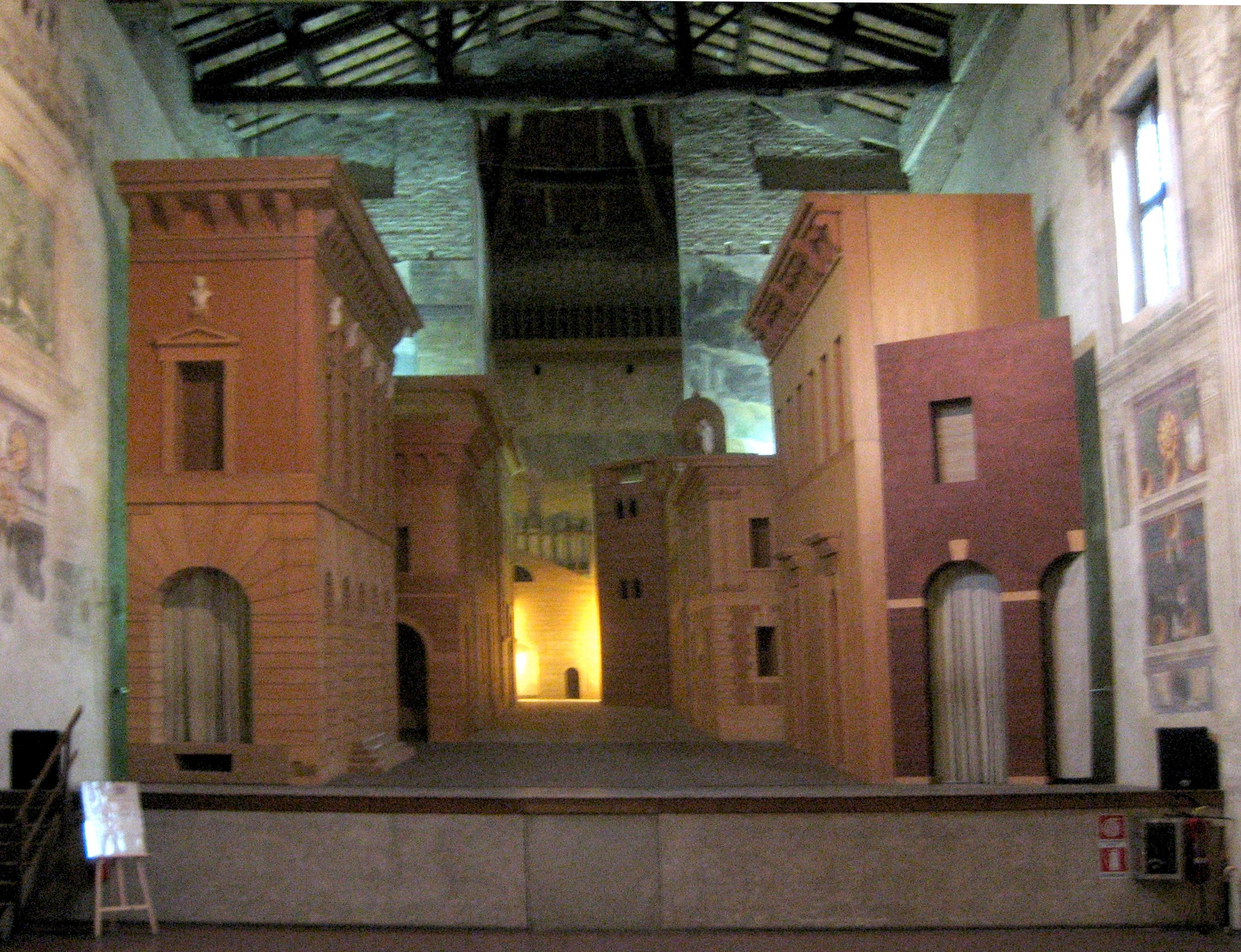
Blick zur Bühne vom Zuschauerraum

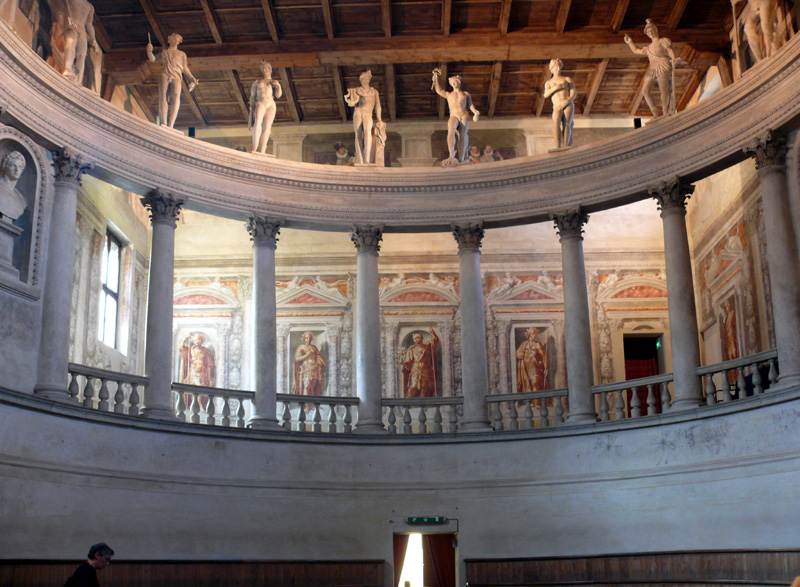
Blick vom Zuschauerraum zur herzoglichen Balustrade mit dem Säulenaufbau und den Statuen darüber

Der Zuschauerraum orientiert sich eindeutig an Palladios Vorbild des Teatro Olimpico in Vicenza. Die Sitzreihen zur Balustrade mit dem Aufbau sind bogenförmig geschwungen, zu den Außenseiten hin gegenläufig. Über den Sitzreihen befindet sich eine Balustrade, die Fläche dahinter war der herzoglichen Familie vorbehalten. Von Palladios Innenraumkonstruktion in Vicenza übernahm Scamozzi, aber deutlich weniger monumental als in Vicenza, den bogenförmigen Aufbau mit den zwölf Säulen, der korinthischen Ordnung folgend, und den sich darauf befindlichen zwölf Statuen olympischer Götter. Der Zuschauerraum ist an allen Wänden illusionistisch freskiert. Es handelt sich zumeist um Arbeiten mit römischen Themen, so Darstellungen von Imperatoren, des Kapitolsplatzes und der Engelsburg. Vorbild für einen Teil der Fresken, insbesondere derjenigen mit den Darstellungen höfischen Publikums, können Paolo Veroneses Arbeiten in der Villa Maser gewesen sein.

#### Statuen und Büsten
Auf dem Akroterium befinden sich die Stuckstatuen von Apollo, Artemis, Bacchus, Hephaistos, Hera, Herkules, Jupiter, Mars, Merkur, Minerva, Neptun und Venus.
In den Nischen an den Enden der Kolonnade sind die Büsten der römischen Kaiser Augustus (63 v. Chr.–14 n. Chr.) und Trajan (53–117) sowie des makedonischen Königs Alexander des Großen (356 v. Chr.–323 v. Chr.) aufgestellt. Sie symbolisieren die kriegerischen Tugenden des Herzogs von Sabbioneta.

### Bühne
Die Bühne ist leicht ansteigend gearbeitet, was mit den von Scamozzi beabsichtigten Perspektivwirkungen seiner Konstruktion zusammenhängt. Hatte Palladio in Vicenza noch ein starres Proszenium für die Bühnenkonstruktion gewählt, so ging Scamozzi einen ganz anderen Weg: für ihn entscheidend war die Tiefenwirkung der Bühne. Daher entwarf er, wie auf den Plänen zu erkennen ist, ein System einer zentralen Straßenflucht, die er durch Verengung der Seitenbauteile und den Anstieg der Bühnenhöhe perspektivisch so verkürzte, dass Tiefenwirkung entstand. Eine ähnliche Technik verwendete lange nach ihm Gianlorenzo Bernini beim Bau der Scala Regia. Der originale Bühnenaufbau von Scamozzi wurde im 17. Jahrhundert durch ein System verschiebbarer Kulissen ersetzt und ging im 18. Jahrhundert endgültig verloren. Erst die Auffindung der Originalpläne in den Uffizien ermöglichte es 1996, den Bühnenaufbau so zu rekonstruieren, wie er heute im Theater steht.

## Architekturtheoretische Behandlung
Scamozzi selbst setzte sich mit seinen Erfahrungen im Theaterbau architekturtheoretisch auseinander. Vor allem seine Erfahrungen beim Bau des Theaters in Vicenza als auch das seines eigenen in Sabbioneta nehmen breiten Raum im Band II seines Hauptwerkes L'idea della architettura universale ein. Das an sich auf 10 Bände angelegte Werk, von dem drei nicht erschienen und vier nur teilweise überliefert sind, wurde 1615 zunächst in Venedig verlegt.